# Mieczysław Blachura
Mieczysław Blachura (ur. 13 lipca 1917 w Hałcnowie, zm. 8 października 1997) – polski prawnik, ekonomista, nauczyciel, milicjant, działacz komunistyczny, poseł na Sejm PRL IV i V kadencji.

## Życiorys
Syn Józefa i Heleny. Ukończył seminarium nauczycielskie, po czym zatrudniony był przed wybuchem II wojny światowej jako nauczyciel. Uczestniczył w kampanii wrześniowej. W 1940 aresztowany został przez Gestapo. Osadzano go następnie w obozie koncentracyjnym Dachau, a potem w Mauthausen-Gusen. W 1945 wstąpił do Milicji Obywatelskiej w Bielsku, pełniąc w niej do 1948 szereg funkcji. Od kwietnia 1945 działał jednocześnie w Polskiej Partii Robotniczej (jako członek plenum Komitetu Powiatowego w Bielsku i sekretarz Komitetu Zakładowego Komendy Powiatowej MO), z którą w grudniu 1948 przystąpił do Polskiej Zjednoczonej Partii Robotniczej.
W latach 1949–1951 był inspektorem w Zakładach „Bispol”, a następnie kierownikiem działu kadr. Przeniesiono go stamtąd do Zakładów Metalowych im. Juliana Marchlewskiego. Pełnił tam funkcje kierownika działu zatrudnienia, norm i płac, a także radcy prawnego przedsiębiorstwa oraz przewodniczącego Rady Robotniczej; ponadto w 1952 zasiadł w egzekutywie tamtejszego Komitetu Zakładowego PZPR. W 1969 objął funkcję dyrektora tego przedsiębiorstwa. W międzyczasie ukończył Technikum Mechaniczno-Elektryczne w Bielsku-Białej, Wyższą Szkołę Ekonomiczną w Katowicach, a także Wydział Prawa Uniwersytetu Jagiellońskiego w Krakowie.
W latach 1957–1967 był przewodniczącym Komisji Rewizyjnej przy Komitecie Powiatowym PZPR w Bielsku-Białej, a od 1967 do 1972 członkiem KP, następnie zasiadł w jego egzekutywie, był też członkiem jego plenum. W 1973 zasiadł w egzekutywie Wojewódzkiej Komisji Kontroli Partyjnej Komitetu Wojewódzkiego PZPR w Katowicach, a od czerwca 1975 do stycznia 1978 w prezydium WKKP KW PZPR w Bielsku-Białej.
Był członkiem Związku Bojowników o Wolność i Demokrację i Zrzeszenia Prawników Polskich. W 1965 i 1969 uzyskiwał mandat posła na Sejm PRL w okręgu Bielsko-Biała. W trakcie IV kadencji zasiadał w Komisji Pracy i Spraw Socjalnych, a w trakcie V w Komisji Handlu Zagranicznego oraz w Komisji Obrony Narodowej. Później był naczelnikiem powiatu bielskiego.
Pochowany na cmentarzu należącym do Parafii św. Jana Chrzciciela w Bielsku-Białej – Komorowicach.

## Odznaczenia
- Złoty Krzyż Zasługi
- Srebrny Krzyż Zasługi (1954)[3]
- Medal Zwycięstwa i Wolności 1945
- Srebrny Medal „Za zasługi dla obronności kraju”
- Brązowy Medal „Za zasługi dla obronności kraju”
- Odznaka 1000-lecia Państwa Polskiego (1966)[4]